# Skotnice
Skotnice (niem. Köttnitz) – gmina w Czechach, w powiecie Nowy Jiczyn, w kraju morawsko-śląskim, nad rzeką Lubiną, prawym dopływem Odry. Według danych z dnia 1 stycznia 2012 liczyła 721 mieszkańców.
Gmina w obecnej postaci powstała w 1968 z połączenia trzech gmin:
- Skorotín (niem. Gurtendorf[2])
- Skotnice
- Stíkovec

W latach 1980–1990 została przyłączona do miasta Příbor.